# Аттенборо, Ричард
Ри́чард Сэ́мюэл А́ттенборо, баро́н А́ттенборо (англ. Richard Samuel Attenborough, Baron Attenborough [ˈætənbʌrə]; 29 августа 1923, Кембридж, Кембриджшир, Англия — 24 августа 2014, Лондон, Англия) — английский актёр театра и кино, кинорежиссёр, кинопродюсер; пожизненный пэр в ранге барона. При жизни являлся президентом Королевской академии драматического искусства и Британской академии кино и телевизионных искусств.
Лауреат премий «Оскар» (1983 — дважды), «Золотой глобус» (1967, 1968, 1983) и «BAFTA» (1965, 1983 — трижды, 1994), призёр Берлинского кинофестиваля.
Старший брат натуралиста, писателя, режиссёра документальных фильмов Дэвида Аттенборо.

## Биография
Ричард Аттенборо родился 29 августа 1923 года в Кембридже в семье академика Фредерика Аттенборо. Учился в Королевской академии драматического искусства, которую возглавлял позднее до последних дней жизни.
Семья Аттенборо была одной из тех, кто в 1939 году откликнулся на призыв волонтёров «Киндертранспорта» и приняла к себе двух немецко-еврейских девочек в возрасте 9 и 11 лет по имени Хелга и Ирена Бежач. Они остались жить в семье и после окончания войны, когда стало известно, что родители детей мертвы. В 1950-х Хелга и Ирена переехали в Америку к своему дяде, вышли замуж и получили американское гражданство.
В январе 1945 года Ричард женился на актрисе Шейле Сим.
В 1967 году Аттенборо был произведён в командоры ордена Британской империи, в 1976 году получил рыцарское звание, а в 1993 году был удостоен пожизненного титула барона. При этом 14 лет с 1979 по 1993 годы не снимался в кино.
Являлся пожизненным вице-президентом футбольного клуба «Челси» с 2008 года.
За постановку и продюсирование байопика «Ганди» (1982) был удостоен премий «Оскар», «Золотой глобус» и BAFTA.
В 2004 году старшая дочь Аттенборо Джейн вместе с дочерью и свекровью погибла во время цунами в Таиланде.
Последние пять лет жизни был прикован к инвалидной коляске после неудачного падения вследствие инсульта. В марте 2013 года был помещён в дом престарелых ввиду ухудшающегося состояния здоровья.
Скончался 24 августа 2014 года в возрасте 90 лет. Прах, согласно его воле, был захоронен в церкви Святой Марии Магдалины в Ричмонде рядом с захоронениями его дочери и внучки.

## Фильмография

### Актёр
- 1942 — В котором мы служим / In Which We Serve — Снотти
- 1943 — Новые приключения Швейка / Schweik’s New Adventures — железнодорожный рабочий
- 1944 — Окно за сто фунтов / The Hundred Pound Window — Томми Дрэпер
- 1946 — Совместная поездка[англ.] / Journey Together — Дэвид Уилтон
- 1946 — Лестница в небо (Дело жизни и смерти) / A Matter of Life and Death — английский пилот
- 1946 — Школа для секретов / School for Secrets — Джек Арнолд
- 1947 — Человек внутри / The Man Within — Фрэнсис Эндрюс
- 1947 — Танец с преступником / Dancing with Crime — Тэд Питерс
- 1947 — Брайтонская скала / Brighton Rock — Пинки Браун
- 1948 — Лондон принадлежит мне / London Belongs to Me — Перси Бун
- 1948 — Морская свинка / The Guinea Pig — Джек Рид
- 1949 — Потерянные люди The Lost People — Ян
- 1949 — Мальчики в коричневом / Boys in Brown — Джеки Ноулс
- 1950 — Операция «Катастрофа» / Morning Departure — Стокер Снайп
- 1951 — Hell Is Sold Out — Пьер Боннэ
- 1951 — The Magic Box — Джек Картер
- 1952 — Gift Horse — Дриппер Дэниелс
- 1952 — Father’s Doing Fine — Дугалл
- 1954 — Eight O’Clock Walk — Томас Лесли Мэннинг
- 1955 — The Ship That Died of Shame — Джордж Хоскинс
- 1956 — Private’s Progress — рядовой Персиваль Генри Кокс
- 1956 — The Baby and the Battleship — Нокер Уайт
- 1957 — The Scamp — Стивен Лейг
- 1957 — Brothers in Law — Генри Маршалл
- 1958 — Дюнкерк[англ.] / Dunkirk — Джон Холден
- 1958 — The Man Upstairs — Питер Уотсон
- 1958 — Sea of Sand — Броди
- 1959 — В опасности / Danger Within — капитан Филипс
- 1959 — Всё в порядке, Джек / I’m All Right Jack — Сидни Де Вир Кокс
- 1959 — Jet Storm — Эрнест Тилли
- 1959 — SOS Pacific — Уайти
- 1960 — Сердитая тишина / The Angry Silence — Том Кёртис
- 1960 — Лига джентльменов / The League of Gentlemen — Лекси
- 1962 — Only Two Can Play — Проберт
- 1962 — All Night Long — Род Хэмилтон
- 1962 — The Dock Brief — Герберт Фоули
- 1963 — Великий побег / The Great Escape — Роджер Бартлетт
- 1964 — Третий секрет / The Third Secret — Альфред Прайс-Горэм
- 1964 — Сеанс дождливым вечером / Seance on a Wet Afternoon — Билл
- 1964 — Пушки при Батаси / Guns at Batasi — Лодердэйл
- 1965 — Полёт Феникса / The Flight of the Phoenix — Лю Моран
- 1966 — Песчаная галька (Канонерка) / The Sand Pebbles — Френчи Бергойн
- 1967 — Доктор Дулиттл / Doctor Dolittle — Альберт Блоссом
- 1968 — Only When I Larf — Сайлес
- 1968 — Блаженство мисс Блоссом / The Bliss of Miss Blossom — Роберт Блоссом
- 1969 — The Magic Christian — тренер
- 1969 — Дэвид Копперфильд (ТВ) / David Copperfield — мистер Тангэй
- 1970 — Loot — инспектор Траскотт
- 1970 — The Last Grenade — генерал Чарльз Уайтли
- 1970 — Отсечённая голова / A Severed Head — Палмер Андерсон
- 1971 — Риллингтон Плэйс, дом 10 / 10 Rillington Place — Джон Реджинальд Кристи
- 1972 — Cup Glory — озвучивание
- 1974 — And then There were None  — судья Артур Кэннон
- 1975 — Розовый бутон / Rosebud — Эдвард Слоат
- 1975 — Бранниган / Brannigan — коммандер сэр Чарльз Суон
- 1975 — Недостойное поведение / Conduct Unbecoming — майор Лайонел Е. Роач
- 1977 — Шахматисты / Shatranj Ke Khiladi  — генерал Аутрэм
- 1977 — Мост слишком далеко / A Bridge Too Far — лунатик в очках
- 1979 — Человеческий фактор / The Human Factor — полковник Джон Дэйнтри
- 1993 — Парк юрского периода / Jurassic Park — Джон Хаммонд
- 1994 — Чудо на 34-й улице / Miracle on 34th Street — Крис Крингл
- 1996 — Гамлет / Hamlet — английский посол
- 1996 — Формула успеха / E=mc2 — посетитель
- 1997 — Парк Юрского периода 2: Затерянный мир / The Lost World: Jurassic Park — Джон Хаммонд
- 1998 — Jurassic Park: Trespasser (игра) — озвучивание, Джон Хаммонд
- 1998 — Елизавета / Elizabeth — сэр Уильям Сесил
- 1999 — Том и Вики (ТВ сериал) / Tom and Vicky — озвучивание
- 1999 — Иосиф и его удивительный разноцветный плащ снов (видео) / Joseph and the Amazing Technicolor Dreamcoat — Иаков
- 2000 — Дети дороги (ТВ) / The Railway Children — пожилой джентльмен
- 2001 — Джек и Бобовое дерево: Настоящая история. (ТВ) / Jack and the Beanstalk: The Real Story — Магог
- 2002 — Puckoon — писатель-режиссёр

### Режиссёр
- 1969 — О, что за чудесная война / Oh! What A Lovely War
- 1972 — Молодой Уинстон / Young Winston
- 1977 — Мост слишком далеко / A Bridge Too Far
- 1978 — Магия / Magic
- 1982 — Ганди / Gandhi
- 1985 — Кордебалет / A Chorus Line
- 1987 — Клич свободы / Cry Freedom
- 1992 — Чаплин / Chaplin
- 1993 — Страна теней / Shadowlands
- 1996 — В любви и войне / In Love and War
- 1999 — Серая сова / Grey Owl
- 2007 — Замыкая круг / Closing the Ring

### Продюсер
- 1960 — Сердитая Тишина / The Angry Silence
- 1961 — Whistle Down the Wind
- 1962 — Угловая комната / The L-Shaped Room
- 1964 — Сеанс дождливым вечером / Seance on a Wet Afternoon
- 1969 — О! Какая милая война / Oh! What A Lovely War
- 1972 — Молодой Уинстон / Young Winston
- 1982 — Ганди / Gandhi
- 1987 — Крик свободы / Cry Freedom
- 1992 — Чаплин / Chaplin
- 1993 — Страна теней / Shadowlands
- 1996 — В любви и войне / In Love and War
- 1999 — Серая сова / Grey Owl
- 2007 — Замыкая круг / Closing the Ring

## Признание и награды

### Награды
- «Оскар»
  - 1983 — Лучший режиссёр (за фильм «Ганди»)
  - 1983 — Лучший фильм (за фильм «Ганди»)
- Золотой глобус
  - 1967 — Лучший актёр второго плана (за фильм «Песчаная галька»)
  - 1968 — Лучший актёр второго плана (за фильм «Доктор Дулиттл»)
  - 1983 — Лучший режиссёр (за фильм «Ганди»)
- BAFTA
  - 1965 — Лучший актёр (за фильмы «Пушки при Батаси» и «Сеанс дождливым вечером»)
  - 1983 — Лучший режиссёр (за фильм «Ганди»)
  - 1983 — Лучший фильм (за фильм «Ганди»)
  - 1994 — Лучший фильм (за фильм «Страна теней»)
- Кинофестиваль в Сан-Себастьяне
  - 1960 — Лучший актёр (за фильм «Лига джентльменов»)
  - 1964 — Лучший актёр (за фильм «Сеанс дождливым вечером»)